# Patis
Patis là một đô thị thuộc bang Minas Gerais, Brasil. Đô thị này có diện tích 444,646 km², dân số năm 2007 là 5346 người, mật độ 12,1 người/km².